# Gusztáv Jány
Gusztáv Jány (Rajka, 21 ottobre 1883 – Budapest, 26 novembre 1947) è stato un generale ungherese, che durante la seconda guerra mondiale comandò la 2ª Armata durante la battaglia di Stalingrado e poi in quelle difensive lungo il corso del fiume Don nell’inverno 1942-1943. Catturato dalle truppe americane a Eichendorf, Germania, il 1 maggio 1945, nell'ottobre 1946 rifiutò l'offerta di asilo politico e rientrò volontariamente in Ungheria dove fu sottoposto a processo da parte di un Tribunale del popolo per la disfatta subita dalla 2ª Armata, che portò alla morte di 100.000 tra soldati e lavoratori coatti di religione ebraica ungheresi,  mentre altri 35.000 rimasero feriti e 60.000 furono catturati dai sovietici. Di questi solo 40.000 ritornarono in Patria dopo la fine del conflitto. Dichiarato colpevole di crimini di guerra fu giustiziato da un plotone di esecuzione. Dopo la caduta del regime comunista fu riabilitato pienamente da parte di un Tribunale militare con sentenza dell’ottobre 1993.

### Onorificenze ungheresi

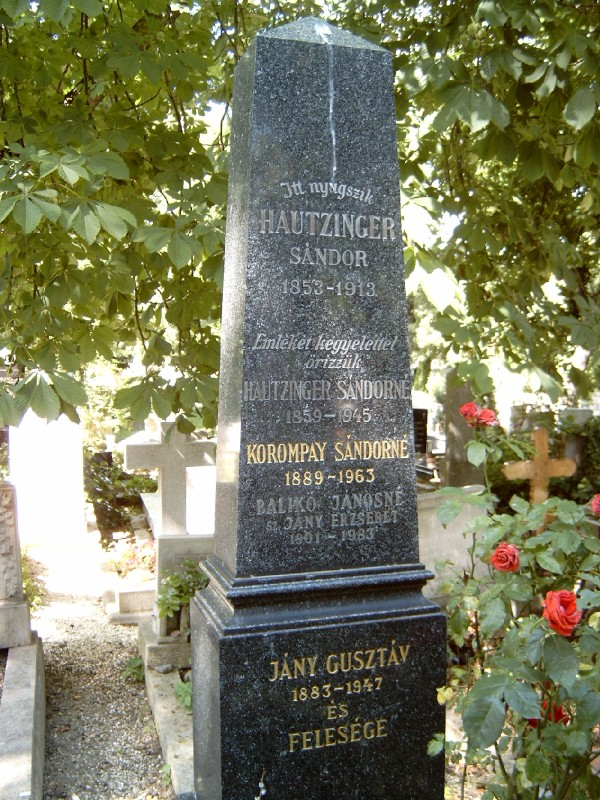
Monumento funebre eretto nel cimitero di Farkasréti a Budapest.

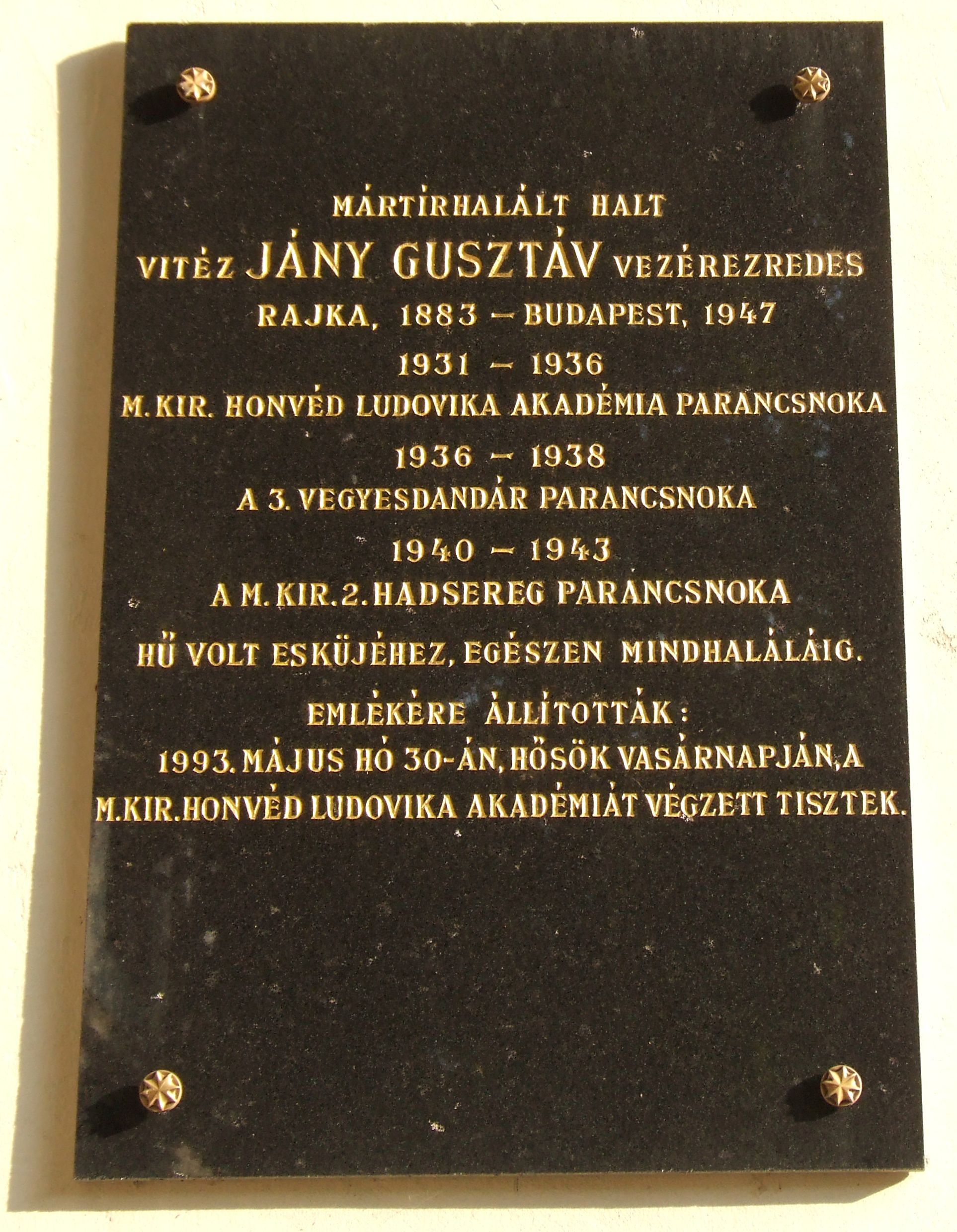
Placca commemorativa del generale Gusztáv Jány posta nel I Distretto di Budapest.

## Biografia
Nacque a Rajka, Ungheria, il 21 ottobre 1883, figlio di Sándor Hautzinger e Vilma Jány. Nel 1896 la famiglia si trasferì a Budapest e egli frequentò dapprima il Liceo luterano di Sopron, e poi il Ginnasio luterano di Budapest, sito in piazza Deák. Nel 1902 si arruolò nel Magyar királyi honvédség entrando nell’Accademia Militare Ludovica di Pest da cui uscì con il grado di sottotenente (hadnagy) nel 1905, assegnato al "Lugoser" Infanterieregiment 8 che faceva parte dell’esercito comune dell’Impero austro-ungarico. A partire dal tardo 1908, e per nove mesi, frequentò dei corsi di formazione che gli consentirono di entrare, nel 1909, presso l’Accademia militare Teresiana di Wiener Neustadt dove trascorse i successivi quattro anni. Mentre frequentava la scuola fu promosso tenente (főhadnagy) il 1 maggio 1910, e dopo avere ottenuto il brevetto nel 1912, fu assegnato allo Stato maggiore della 82. Honvéd Infanteriebrigade di Veszprém (Wesprim). Allo scoppio della prima guerra mondiale combatte in forza alla sua unità in Galizia, e promosso capitano (százados) nel novembre 1914, fu trasferito allo Stato maggiore del XVIII Corpo d'armata nel settembre 1915. Continuò poi la sua carriera militare in seno alla 55ª Infanteriedivision ungherese, per venire quindi distaccato, nel settembre 1918, al Ministero della guerra a Budapest. Dopo il collasso dell'Impero austro-ungarico susseguente all’armistizio con il Regno d'Italia del 4 novembre 1918, il nuovo governo ungherese ordinò il disarmo dell’esercito. Durante il periodo di transizione l’esercito rumeno attaccò la Transilvania, ed egli, nel gennaio 1919, fu assegnato allo Stato maggiore della 1ª Brigata in forza alla Divisione "Székely", continuandovi a prestare servizio anche quando venne proclamata la Repubblica sovietica ungherese. Catturato dai rumeni nell’aprile 1919,  e promosso al rango di maggiore (őrnagy) il 1 settembre di quello steso anno, venne liberato 18 mesi dopo entrando a far parte del nuovo Magyar királyi honvédség, come Capo di stato maggiore della 1ª Brigata mista di stanza a Debrecen, nel nord-est del paese.
Promosso tenente colonnello (alezredes) il 1 settembre 1921, nel maggio dell’anno successivo fu nominato comandante del Distretto militare di Debrecen. Nel 1923 divenne insegnante presso la Scuola di guerra, dove rimase per i successivi cinque anni, promosso nel frattempo colonnello (ezredes) il 1 maggio 1925. Nel maggio del 1928 assunse l’incarico di Capo di stato maggiore della 2ª Brigata mista, e il 1 settembre 1921 fu nominato comandante dell’Accademia Militare Ludovica, venendo promosso maggior generale (tábornok) il 1 novembre 1934, e lasciando l’incarico nell’agosto 1936, quando divenne comandante della fanteria della 1ª Brigata mista, e quindi comandante della 3ª Brigata mista.
Promosso tenente-feldmaresciallo (altábornagy) il 1 novembre 1937, nel maggio dell’anno successivo assunse l’incarico di Capo della Cancelleria Militare del Reggente Miklós Horthy, e Aiutante generale durante l’assenza del titolare, il tenente-feldmaresciallo Lajos Keresztes-Fischer, all’interno dello Stato maggiore dell’esercito. Quando Keresztes-Fischer riprese il suo posto, il 1 febbraio 1939, egli fu nominato comandante del I Corpo d'armata, che con la ristrutturazione delle forze armate ungheresi approvata nel marzo 1940, fu trasformato nella 2ª Armata.
Promosso generale di fanteria (gyalogsági tábornok) il 1 maggio 1941, comandò tale Grande Unità anche quando l’esercito ungherese venne impegnato sul fronte orientale in supporto alla Wehrmacht durante l’invasione dell’Unione Sovietica.
Colonnello generale (vezérezredes) dall’agosto 1941, nel corso del 1942 la 2ª Armata fu trasferita in Russia, entrando in azione nel settore meridionale del fronte, lungo il fiume Don. I 200.000 soldati e i 50.000 lavoratori coatti ebrei della 2ª Armata disponevano di un insufficiente equipaggiamento, scarso addestramento, mancanza di armi anticarro efficaci e di truppe di riserva, che unite alla rigidità del clima portarono all’annientamento dell’armata durante le grandi battaglie lungo il fiume Don dell’inverno 1942-1943. 
Centomila di essi morirono, 35.000 rimasero feriti e 60.000 furono presi prigionieri dall’Armata Rossa, e ciò che rimaneva dell’armata rientrò in Ungheria nel maggio 1943. Anche se insignito della Croce di Cavaliere della Croce di Ferro fu ritenuto responsabile della disfatta ed esonerato dal comando nell’agosto dello stesso anno, sostituito dal generale Géza Lakatos, ritirandosi a vita privata due mesi dopo, non ricoprendo più alcun incarico.
In seguito all’innarrestabile avanzata dell’Armata Rossa all'inizio della primavera del 1945, egli fuggì con la famiglia verso occidente, venendo catturato dalla truppe americane a Eichendorf, Germania, il 1 maggio dello stesso anno. Il 19 giugno successivo il nuovo governo ungherese lo espulse dall’esercito in quanto assente ingiustificato, ma dopo la morte della moglie, e rifiutando l’offerta americana di asilo politico, nell’ottobre 1946 ritornò volontariamente in Ungheria dove fu immediatamente arrestato. Sottoposto a processo per presunti crimini di guerra relativi alla disfatta subita sul fronte orientale dalla 2ª Armata che causarono la perdita di un enorme numero di soldati e civili ungheresi, venne condannato a morte da un Tribunale del popolo. Rifiutatosi di inoltrare domanda di grazia al governo del Primo ministro Zoltán Tildy, fu fucilato da un plotone di esecuzione a Budapest il 26 novembre 1947.
Dopo la caduta del regime comunista, parte della critica storica gli addebitò la morte di migliaia di giovani ungheresi di religione ebraica impiegati come lavoratori coatti, ma venne ampiamente dimostrato che Jány protestò  violentemente con il generale tedesco Hans von Salmuth per i maltrattamenti e le uccisioni dei lavoratori ebrei effettuate da reparti della Wehrmacht e delle SS, e ciò portò alla sua completa riabilitazione da parte di un tribunale militare ungherese, avvenuta nell’ottobre 1993.

### Annotazioni
1. ↑  Suo padre era di professione un negoziante di generi alimentari.
2. ↑  Sotto la forte pressione esercitata dai governi delle potenze Alleate.
3. ↑  I tre corpi d’armata dell’esercito vennero trasformati in altrettante armate.

### Fonti
1. 1 2 3 4 5 6 7 8 9  Kursietis 2013, p. 5.
2. 1 2  Esther Vécsey, Somewhere in Russia Archiviato il 30 luglio 2012 in Archive.is. Budapest Sun, 20 febbraio 2003. Visto 14 giugno 2009.
3. 1 2  Komjathy 1982, pp. 144-145.
4. 1 2 3 4  Péter Szabó, Jány Gusztáv in Rubicon. Nr. 8, 1997, ISSN 0865-6347, Anhang III-IV.
5. 1 2 3 4 5 6 7 8 9 10  Kursietis 2013, p. 6.
6. 1 2 3 4 5 6 7 8 9 10 11 12 13 14 15 16 17 18  Kursietis 2013, p. 8.
7. ↑  Tucker 2001, p. 157.
8. 1 2  Herczl 1993, p. 166.
9. ↑  Randolph L. Braham, The Hungarian Labor Service System (1939–1945): An Overview, in US Holocaust Memorial Museum. Center for Advanced Holocaust Studies. Forced and Slave Labor in Nazi-Dominated Europe. Symposium Presentations, Washington 2004.
10. ↑  British Broadcasting Corporation. Hungary honours 'war crimes' generals. 16. Januar 2002. Abgerufen am 14. Juni 2009.
11. 1 2 3 4 5 6 7 8 9 10 11 12 13 14 15 16  Kursietis 2013, p. 11.
12. 1 2  Scherzer 2007, p. 418.

### Periodici
- (EN) Andris Kursietis, Colonel-General Gusztáv Jány, in Magyar Front, n. 3, Vancouver, International Hungarian Military History Preservation Society, estate 2013,  pp. 5-11.